# Rupert Brooke
Rupert Chawner Brooke (Rugby, 3 agosto 1887 – Sciro, 23 aprile 1915) è stato un poeta e militare britannico, noto per i suoi idealistici sonetti di guerra, scritti durante la prima guerra mondiale, fra i quali il più famoso è probabilmente The Soldier.

## Biografia

### La giovinezza
Brooke nacque a Rugby, Warwickshire, secondo dei tre figli di William Parker Brooke, un maestro della scuola di Rugby, e Ruth Mary Brooke, nata Cotterill. Amante della scrittura in versi fino dall'età di nove anni, vinse il suo primo premio di poesia nel 1905. Quello stesso anno diventò amico di St. John Lucas, che in seguito rappresenterà una sorta di mentore per lui.

Dal 1906 frequentò il King’s College, a Cambridge, dove sviluppò un interesse per la recitazione. Fu eletto Presidente della "Fabian Society" dell'Università di Cambridge, contribuì a fondare il circolo teatrale "The Marlowe Society" e recitò in alcune commedie messe in scena nel programma "The Cambridge Greek Play" Si dimostrò un bravo studente e anche un valido atleta, e, in parte per questo, in parte per il suo aspetto straordinariamente bello, divenne molto popolare fra gli altri studenti.

Allo stesso tempo, benché ancora studente, iniziò a frequentare i circoli letterari e divenne amico di molte importanti personalità politiche, letterarie e sociali dell'età edoardiana. Fece amicizia, tra gli altri, con Winston Churchill, Henry James, E.M. Forster, Maynard Keynes, Edward Thomas e con molti membri del gruppo di Bloomsbury, tra cui Virginia Woolf. Nonostante l'amicizia, Brooke non si legò mai al Bloomsbury Group. Appartenne invece ad un altro gruppo letterario conosciuto come " poeti georgiani" e fu anche uno dei più importanti "poeti di Dymock", facenti riferimento al villaggio di Dymock nel Gloucestershire, dove Brooke trascorse anche un periodo di tempo.

### Vita e attività letteraria

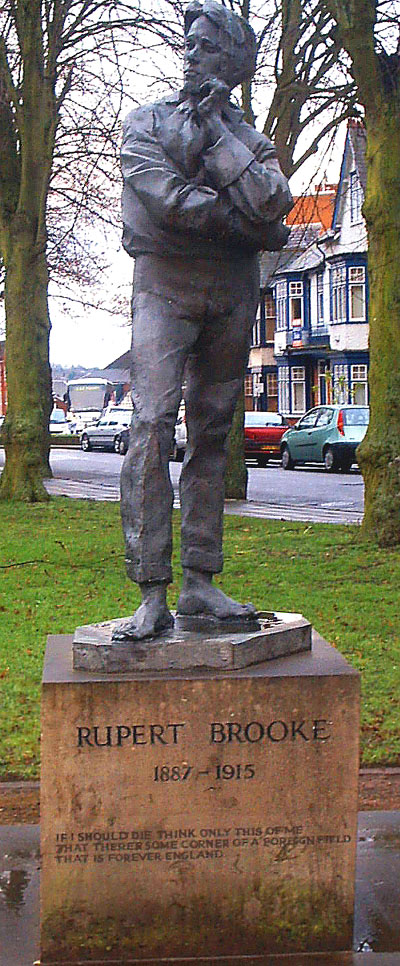
La Statua di Rupert Brooke a Rugby

La prima raccolta di poesie di Rupert Brooke, "Poems", fu pubblicata nel 1911. Poco dopo lasciò l'Inghilterra per recarsi in Francia e Germania, dove soggiornò per diversi mesi.
Al suo ritorno in Inghilterra, ricevette una borsa di studio presso il King’s College, grazie alla sua tesi su "John Webster e i drammaturghi elisabettiani". 

Nel 1912 pubblicò, insieme a Edward Marsh, una raccolta di poesie intitolata "Georgian Poetry, 1911-1912". I critici considerarono la poesia di Brooke troppo sentimentale e mancante di profondità, ma ritennero anche che il suo lavoro fosse il riflesso dello stato d'animo in Inghilterra durante quegli anni precedenti, con la consapevolezza della ormai imminente prima guerra mondiale.

In questi anni Brooke fu corteggiato da molte ragazze, ma fu sentimentalmente coinvolto soprattutto con l'attrice Cathleen Nesbitt, con Noël Olivier, figlia del Governatore della Giamaica, che aveva incontrato quando lei aveva 15 anni, e con Katherine Laird Cox, con la quale ebbe una lunga relazione. 

Nel 1913 soffrì di un grave esaurimento nervoso, causato probabilmente dalla gelosia e dai problemi ad accettare la propria bisessualità.

Per tentare il suo recupero psicologico, intraprese un tour che lo portò negli Stati Uniti, in Canada e nei mari del Sud. Durante le sue peregrinazioni scriveva dei diari di viaggio con le sue impressioni per "The Westminster Gazette", in seguito raccolti in "Letters From America" (1916). Durante la permanenza nelle isole dei mari del sud, scrisse anche alcune delle sue migliori poesie, tra cui "Tiare Tahiti" e "The Great Lover".

La più famosa raccolta di poesie di Rupert Brooke, "1914 and Other Poems" ("1914 e altre poesie"), contiene cinque sonetti di guerra e fu pubblicata nel maggio del 1915. Brooke venne all'attenzione del pubblico come 'poeta di guerra' nel 1915, quando The Times Literary Supplement, nell'edizione dell'11 marzo, citò due dei suoi cinque sonetti ("IV: The Dead" e "V: The Soldier"). Inoltre la domenica di Pasqua del 1915 il suo sonetto "V: The Soldier" fu letto dal pulpito della Cattedrale di St Paul. 

Testimonianza della popolarità raggiunta dalla raccolta sono le ulteriori undici ristampe in un anno e il raggiungimento di ventiquattro ristampe nel giugno 1918. 

Un successo indubbiamente alimentato dall'interesse postumo, dato che Rupert Brooke morì il 23 aprile 1915 su una nave ospedale francese ormeggiata in una baia al largo dell'isola di Sciro nel Mar Egeo.

### La morte

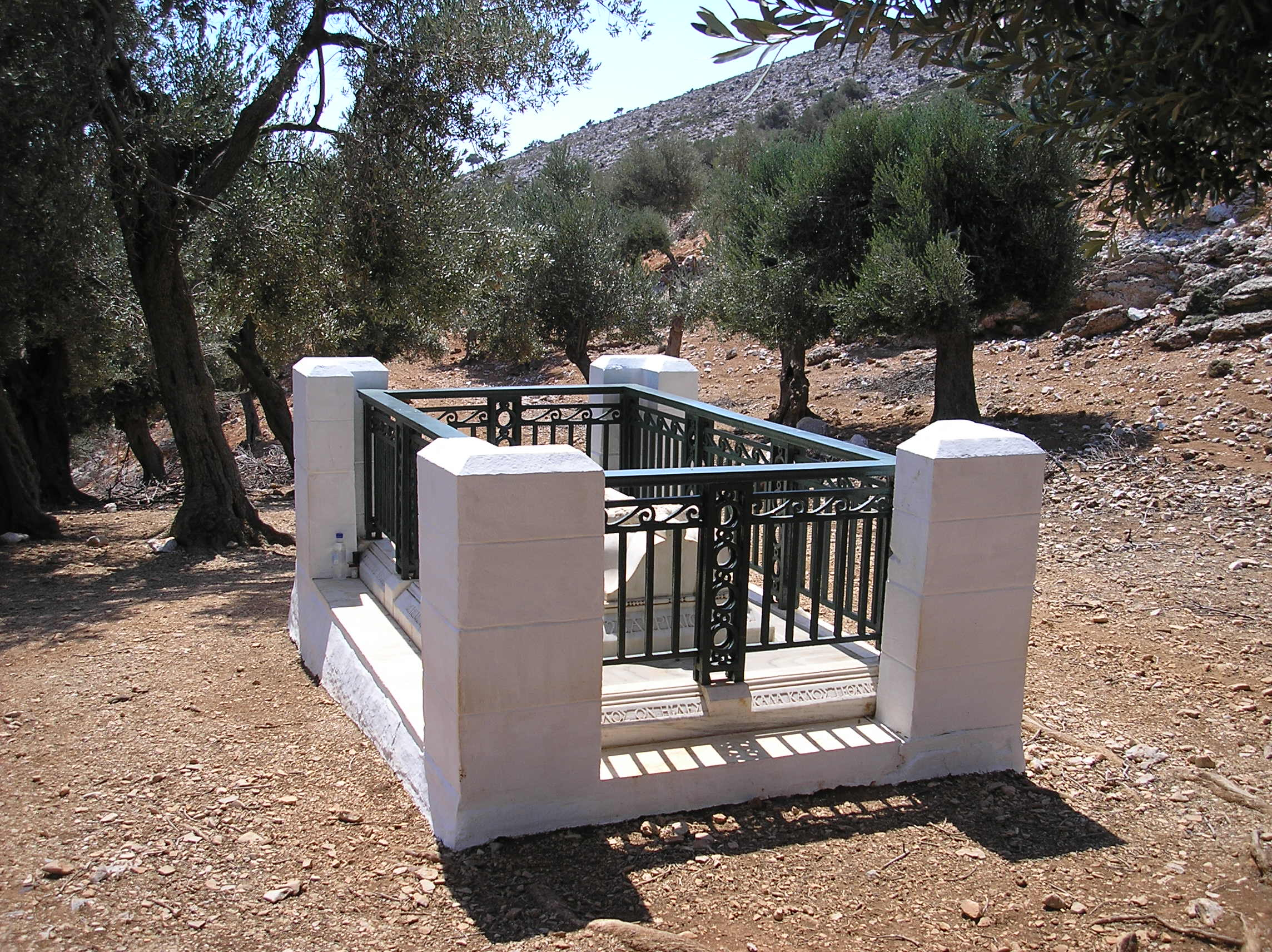
Tomba di Rupert Brooke sull'isola greca di Sciro

Nel settembre 1914 Brooke si era arruolato nella Royal Naval Volunteer Reserve come sotto-luogotenente. Poco dopo prese parte alla spedizione di Anversa della 63ª Royal Naval Division (ottobre 1914).

Nel febbraio 1915 faceva parte della Forza di spedizione britannica nel Mediterraneo, alla volta di Gallipoli, quando sviluppò la setticemia per una puntura di zanzara infetta. Peggiorò progressivamente e morì il 23 aprile 1915, all'età di 27 anni, presso l'isola di Sciro, in Grecia. Poiché la Forza di spedizione aveva l'ordine di partire immediatamente, fu sepolto in un uliveto sull'isola. Il posto fu scelto dal suo caro amico William Denis Browne, che sulla morte di Brooke scrisse:
La sua tomba è ancora oggi a Sciro, ma la croce di legno con il suo nome scolpito che la segnalava fu rimossa e portata nel Clifton Road Cemetery a Rugby, suo paese natale, per volere della madre.

## La fama postuma
Dopo la sua morte, il poeta, che aveva già raggiunto la notorietà, diventò in Inghilterra un simbolo della tragica perdita di giovani talenti durante la guerra.
Brooke è ricordato come il "poeta di guerra" inglese che ha ispirato il patriottismo nei primi mesi della Grande Guerra. Il biografo Jon Stallworthy riconosce che Brooke assunse un ruolo simbolico, trasformandosi alla fine nel mito di un guerriero giovane e bello caduto in battaglia, e osserva che "l'Inghilterra in quel momento aveva bisogno di un punto di riferimento per i suoi dolori, i suoi ideali e le sue aspirazioni", e il necrologio che apparve sul Times del 26 aprile 1915, con le iniziali di Winston Churchill, all'epoca Primo Lord dell'Ammiragliato, faceva leva proprio sul sentimento patriottico che doveva alimentarsi nei mesi e negli anni successivi.

Brooke è tra i sedici poeti della Prima Guerra Mondiale commemorati su un monumento di ardesia posto in data 11 novembre 1985 nell'"Angolo dei poeti" nell'Abbazia di Westminster.

## Riferimenti nella letteratura
- Di qua dal Paradiso, di F. Scott Fitzgerald, si apre con la citazione "Bello questo lato del Paradiso! C'è un piccolo conforto nella saggezza - Rupert Brooke".[15]
- Il romanzo del 2009 The Great Lover, di Jill Dawson, si basa sulla vita di Brooke e cantsnfo mescola la realtà con la finzione. Il titolo del romanzo è lo stesso di una poesia di Brooke.[16]
- Il romanzo del 2009 The Children's Book di A.S. Byatt è incentrato su un circolo sociale in cui Rupert Brooke fa apparizioni periodiche.[17]
- Il testo teatrale The Hive del drammaturgo australiano Sam Sejavka è una storia surreale basata sulla morte di Rupert Brooke (regia di Robert Chuter, La Mama Theatre, Melbourne 1989).
- Nel romanzo Point Counter Point di Aldous Huxley, un personaggio critica Rupert Brooke per la sua visione idealistica della guerra e lo chiama "un membro viziato e indifferente della classe agiata".

## Opere

### Poesie
- "Poems" (1911)
- "Georgian Poetry", 1911-1912 (1912)
- "1914, and Other Poems" (1915)
- "The Collected Poems of Rupert Brooke" (1918)
- "The Poetical Works of Rupert Brooke" (1946)

### Prose
- "Lithuania: A Drama in One Act" (1915)
- "John Webster and the Elizabethan Drama" (1916)
- "Letters From America" (1916)
- "Democracy and the Arts" (1946)
- "The Prose of Rupert Brooke" (1956)
- "The Letters of Rupert Brooke" (1968)
- "Rupert Brooke: A Reappraisal and Selection From His Writings, Some Hitherto Unpublished" (1971)
- "Letters From Rupert Brooke to His Publisher", 1911-1914(1975)